# 卡尔瓦尼科
卡尔瓦尼科（義大利語：Calvanico），是意大利萨莱诺省的一个市镇。总面积14平方公里，人口1556人，人口密度111.1人/平方公里（2009年）。ISTAT代码为065020。